# Bitva u Dannoury
Bitva u Dannoury (japonsky 壇ノ浦の戦い, Dan-no-ura no tatakai) byla hlavní námořní bitvou Genpeiské války. Uskutečnila se 25. dubna 1185 u Dannoury (dnes Šimonoseki) v průlivu Kanmon (Šimonoseki) u jižního cípu ostrova Honšú. Toho dne zde loďstvo rodu Minamoto (Gendži) vedené Jošicunem Minamotem porazilo flotilu rodu Taira (Heike), jíž velel Munemori Taira. Zdejší silný ranní příliv znamenal výhodu pro tairské loďstvo, ale po změně slapové síly se odliv ukázal jako osudová nevýhoda. Jedním z těch, kdo zemřeli na tairské straně, byl i teprve šestiletý císař Antoku.

## Bitva

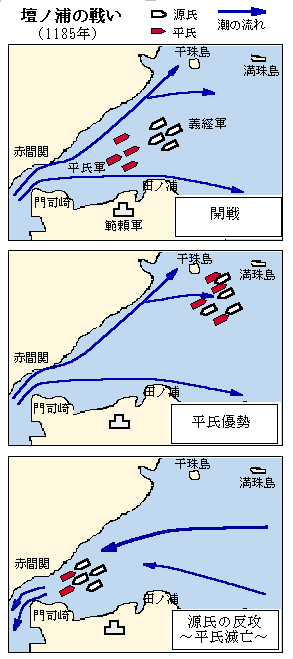
Mapa bitvy u Dannoury. Červené jsou lodě rodu Taira, bílé je loďstvo rodu Minamoto a modré šipky vyznačují směr přílivového a odlivového proudu.

V roce 1185 se Genpeiská válka nevyvíjela pro rod Taira dobře. Tairové sice měli ve své moci jak panujícího císaře Antokua, tak Japonské císařské regálie neboli Tři posvátné poklady, které symbolizovaly císařovo božství jako potomka vládkyně bohů Amaterasu, ale během války ztratili velkou část svého území. Nadcházející bitva se však měla uskutečnit na jejich území, takže jejich vycvičení vojáci budou bojovat v dobře známém prostředí, ve svých domovských vodách. Tairové byli slabší, přestože měli víc lodí než Minamotové. Jejich výhodou však bylo, že věděli, jak v dané oblasti funguje příliv a odliv, a byli lépe obeznámeni s taktikou námořního boje než Minamotové. Určitou výhodu pro Minamoty znamenala i skutečnost, že se jim podařilo zajmout syna tairského generála Šigejošiho Tagučiho a držet ho jako rukojmí. Někteří tairští generálové doporučovali svému veliteli, aby generála Tagučiho buď propustil, nebo nechal popravit jako bezpečnostní riziko. Munemori Taira však po rozhovoru s Tagučim věřil, že zůstává nadále pevně věrný jeho rodu. Velení tairské armády se rovněž snažilo zvýšit bojovou morálku svých vojáků tím, že s sebou přivedlo na loď mladého císaře (jemuž v té době bylo asi šest let) a některé z jeho služebníků oblečené do jejich dvorských šatů. Císařova přítomnost u armády měla vojáky povzbudit a inspirovat a rovněž potvrdit oprávněnost tairské snahy ovládat císařský dvůr a tím celé Japonsko. 
Na počátku bitvy zaujal výhodnější postavení Munemoriho bratr Tomomori Taira. Byl zkušeným námořníkem a dějiště bitvy dobře znal. Oproti tomu Jošicune Minamoto neměl s plavbou po moři žádné zkušenosti a musel spoléhat na jednotlivé kapitány, kteří se postavili na stranu jeho rodu. Tairské velení rozdělilo svoje loďstvo do tří eskader, zatímco Minamotové seskupili svoje lodě do jednoho celku. Na palubách lodí, jež pluly bok po boku, stáli lučištníci připravení zasypat tairské loďstvo deštěm šípů. Začátek bitvy se převážně odvíjel ve znamení na dálku vedeného lukostřeleckého souboje. S nástupem přílivu ve Vnitřním moři převzali Tairové iniciativu a využili jeho síly k obkličování nepřátelského loďstva, protože byli díky přílivu ve výhodě. Tomomori Taira navíc zřejmě využil i svých znalostí mořských proudů v úžině Kanmon. Zaútočili na minamotské lodě, takže dálkový lukostřelecký souboj se po zahákování nepřátelských lodí změnil v boj muže proti muži s meči a dýkami na jejich palubách. Přibližně ve stejnou dobu ovšem nastal odliv a voda z úžiny začala mizet. Tím získali výhodu Minamotové a plně jí využili.
Další významnou okolností, jež Minamotům umožnila zvítězit v této bitvě, byla skutečnost, že generál Šigejoši Taguči skutečně zběhl. Jeho eskadra napadla tairské loďstvo z týlu. Taguči rovněž prozradil Minamotům, na které lodi se nachází císař Antoku. Jejich lučištníci se zaměřili nejen na císařskou loď, ale i na kormidelníky a veslaře ostatních tairských lodí, takže se brzy vymkly kontrole a začal je unášet odliv. Jakmile si Tairové uvědomili, že je pro ně bitva ztracena, zvolili mnozí z nich sebevraždu.  Patřil k nim i Tomomori Taira. Tairské loďstvo bylo poraženo a hrozilo, že se Minamotové zmocní císaře Antokua. Jeho babička Tokiko Taira (平 時子, 1126─1185), vdova po Kijomorim Tairovi, se proto i s mladičkým císařem vrhla do vod průlivu Šimonoseki (Kanmon), kde se oba utopili. Také Antokuova matka Tokuko Taira (平 徳子, 1155─1214) skočila se sebevražedným úmyslem do vody, ale podle Příběhu rodu Taira byla vytažena za vlasy ven.
Tairové se pokusili utopit v moři i japonské posvátné poklady, aby se nedostaly do rukou Minamotů, ale než Minamotové loď, kde byly poklady uloženy, obsadili, podařilo se jim hodit do vln jen meč Kusanagi no curugi (草薙劍) a klenot Jasakani no magatama (八尺瓊曲玉).  Žena, která se pokusila hodit do vody zrcadlo Jata no kagami (八咫鏡), prý podle pověsti zemřela, poté co se do něj podívala. Klenot se potápěčům podařilo vylovit, ale posvátný meč nikoli. Panují domněnky, že byl tehdy ztracen. Pro meč, který začal být používán později, existují různá vysvětlení. Tvrdí se v nich, že jeho replika byla ukována později nebo že onen ztracený meč byl sám replikou, případně že ho vrátily na pevninu nadpřirozené síly. Nový meč byl uložen ve svatyni Acuta ve městě Nagoja.

## Následky
Tato rozhodující porážka tairské armády vedla k ráznému konci tairských snah o ovládnutí Japonska. Starší nevlastní bratr Jošicuneho Minamota Joritomo se stal zakladatelem Kamakurského šógunátu, jehož prvním šógunem se sám jmenoval. Kdysi mocný rod Taira ztratil v této bitvě své nejlepší bojovníky – Tomomoriho Tairu, Noricuneho Tairu, Norimoriho Tairu, Cunemoriho Tairu, Sukemoriho Tairu, Arimoriho Tairu a Jukimoriho Tairu. 
Příběh císaře Antokua a rodu jeho matky se stal námětem historického eposu Heike Monogatari (平家物語, česky Příběh rodu Taira), který byl sepsán v období Kamakura.